# Danielsville (Géorgie)
Pour la ville de Pennsylvanie, voir Danielsville (Pennsylvanie).
La ville américaine de Danielsville est le siège du comté de Madison, dans l’État de Géorgie.
Lors du recensement de 2000, sa population s’élevait à 457 habitants.

## Démographie
| 1880 | 1890 | 1900 | 1910 | 1920 | 1930 |
| ---- | ---- | ---- | ---- | ---- | ---- |
| 128  | 149  | 194  | 323  | 355  | 296  |

| 1940 | 1950 | 1960 | 1970 | 1980 | 1990 |
| ---- | ---- | ---- | ---- | ---- | ---- |
| 333  | 298  | 362  | 378  | 354  | 318  |

| 2000 | 2010 | - | - | - | - |
| ---- | ---- | - | - | - | - |
| 457  | 560  | - | - | - | - |

## Personnalités liées à la ville
Crawford Long est né à Danielsville en 1815.

## Source
- (en) Cet article est partiellement ou en totalité issu de l’article de Wikipédia en anglais intitulé « Danielsville, Georgia » (voir la liste des auteurs).